# Weilar
Weilar là một đô thị trong huyện Wartburg ở bang Thüringen, Đức. Đô thị này có diện tích 14,29 km². Dân số cuối năm 2006 là 922 người.